# 希爾帝斯維尼

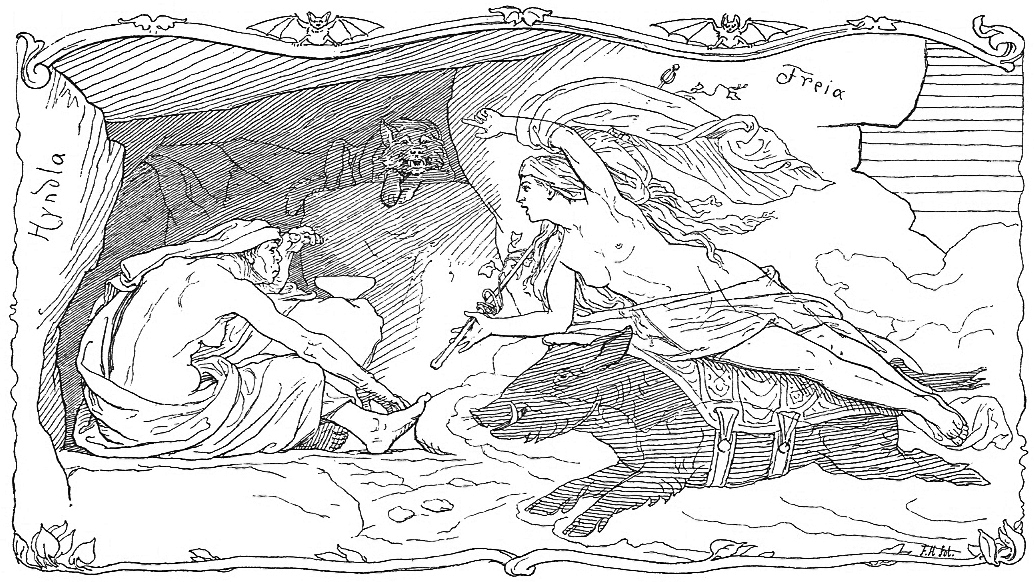
芙蕾雅騎乘希爾帝斯維尼的場面。

希爾帝斯維尼是「戰豬」之意，北歐神話女神芙蕾雅的豬，也是芙蕾雅的坐騎。一說是芙蕾雅的情人之一的歐達變身而來。

## 脚注
1. 1 2  『北欧神話』（ディヴィッドソン）188頁。
2. 1 2  『北欧の神話』123頁。
3. ↑  『エッダ 古代北欧歌謡集』212頁。

## 關連項目
- 古林博斯帝